# 천슬기
천슬기(1989년 1월 28일 ~ )는 대한민국의 하키 선수이며 포지션은 왼쪽 공격수이다.

## 학력
- 김해삼성초등학교 졸업
- 김해여교중졸업
- 김해여자고등학교 졸업
- 인제대학교 졸업

## 경력
- 2010년 아시안 게임 여자 하키 국가대표
- 2012년 하계 올림픽 여자 하키 국가대표

## 수상
- 2007년 챔피언스 챌린지 국제대회 득점왕(6골)
- 2010년 제1회 아시아 챔피언스 여자하키선수권대회 우승
- 2010년 아시안 게임 여자 하키 은메달